# Infrasoinuak
Infrasoinuak es el noveno álbum de estudio de la banda española de rock, Berri Txarrak.

## Lista de canciones
| N.º   | Título              | Duración |  |
| 1.    | «Dardararen Bat»    | 3:32     |  |
| 2.    | «Zuri»              | 3:43     |  |
| 3.    | «Infrasoinuak»      | 3:52     |  |
| 4.    | «Spoiler!»          | 3:37     |  |
| 5.    | «Zaldi Zauritua»    | 2:52     |  |
| 6.    | «Beude»             | 2:59     |  |
| 7.    | «Hozkia»            | 2:40     |  |
| 8.    | «Sed Lex»           | 1:50     |  |
| 9.    | «Katedral Bat»      | 3:28     |  |
| 10.   | «Zorionaren Lobbya» | 3:50     |  |
| 32:23 |                     |          |  |

#### Miembros
- Gorka Urbizu (Guitarras y voz)
- David Gonzalez (Bajo)
- Galder Izagirre (Batería)